# Moták stepní
Moták stepní (Circus macrourus) je středně velký dravý pták z čeledi jestřábovitých.

## Popis
Moták stepní dorůstá 40 – 48 cm. Samec je svrchu zbarven převážně šedě s tmavými konci křídel a ze spodní strany čistě bíle. Samice je nenápadně hnědá se světlejší spodinou těla.

## Rozšíření
Hnízdí na jihu východní Evropy a střední Asie a zimuje převážně v Africe, Indii a v jihovýchodní Asii. Vzácně zalétá také do západní Evropy a na Britské ostrovy. Obývá otevřené krajiny, nejčastěji stepi, bažiny, mokřiny a vřesoviště, loví i na polích.

## Hnízdění

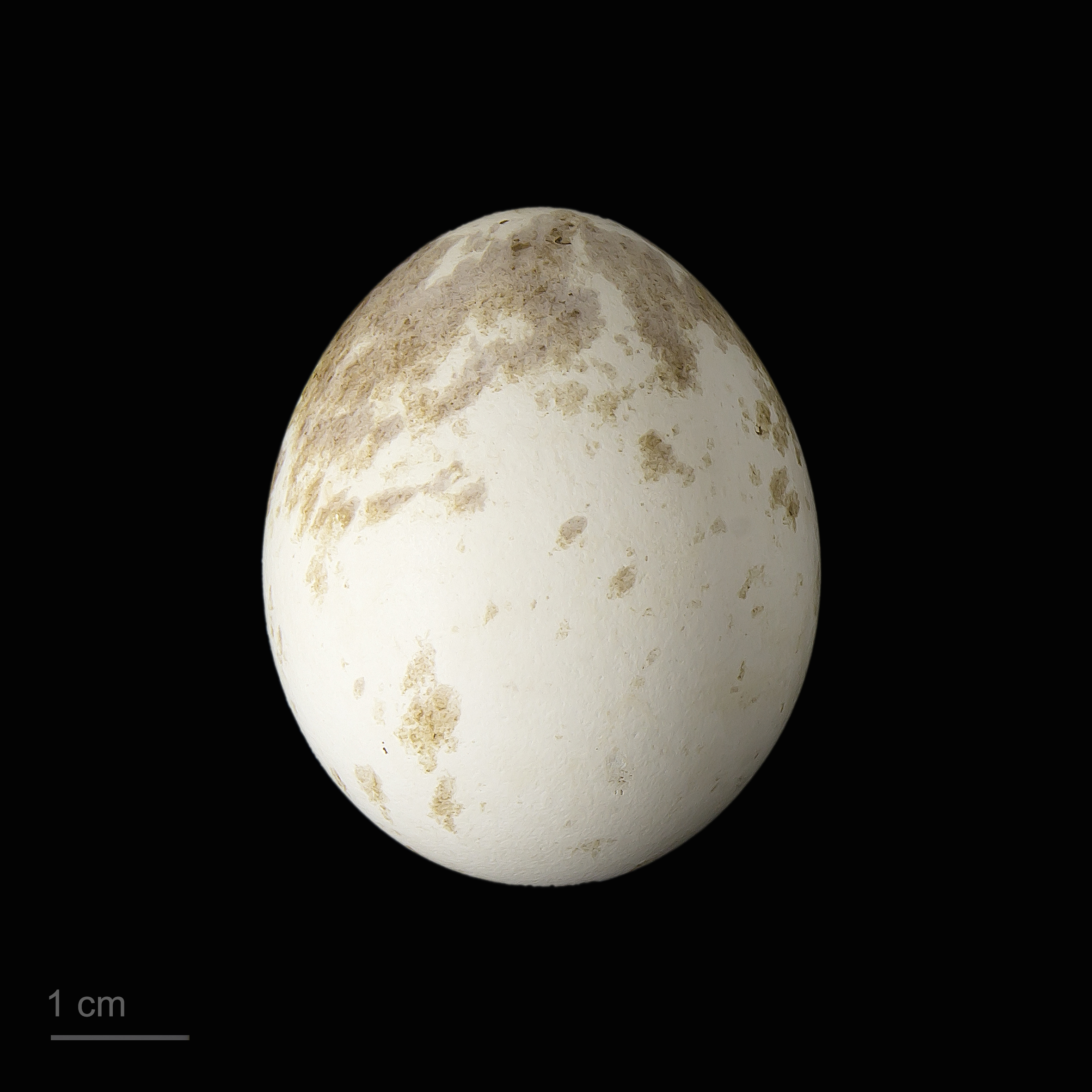
Circus macrourus

Do hnízda, které mu poskytuje hromada trávy, klade 4–6 světlých vajec, na kterých sedí po dobu 30 dnů pouze samice, samec se účastní až na péči o vylíhlá mláďata.

## Potrava
Živí se malými savci, ještěrkami a menšími druhy ptáků. Při pátrání po potravě létá těsně nad zemí. 